# Max Irving
Maxwell Bruce "Max" Irving, född 21 maj 1995 i Long Beach i Kalifornien, är en amerikansk vattenpolospelare som spelar i USA:s herrlandslag i vattenpolo. Han deltog i olympiska sommarspelen 2020 där USA slutade på sjätte plats.
Irving studerade vid University of California, Los Angeles där han spelade för UCLA Bruins. Han har tagit guld vid panamerikanska spelen 2019 och 2023.